# Gerard Joseph Hanna
Gerard Joseph Hanna (Armidale, 22 de dezembro de 1941) é um clérigo australiano e bispo católico romano emérito de Wagga Wagga.
O Bispo de Armidale, Henry Joseph Kennedy, ordenou-o sacerdote em 28 de junho de 1969.
O Papa João Paulo II o nomeou Bispo de Wagga Wagga em 5 de fevereiro de 2002. O Arcebispo de Canberra e Goulburn, Francis Patrick Carroll, ordenou-o bispo em 15 de maio do mesmo ano; Os co-consagradores foram George Pell, Arcebispo de Sydney, e Luc Julian Matthys, Bispo de Armidale.
O Papa Francisco aceitou a sua renúncia em 12 de setembro de 2016.